# Elements de la filosofia de Newton
Els Elements de la filosofia de Newton, accessibles a tothom és una obra escrita per Voltaire (François Marie Arouet)  i publicada per Étienne Ledet a Amsterdam el 1738.
Aquesta obra de divulgació científica, que ajudà a difondre les teories i els pensaments d'Isaac Newton, en detallar les seues teories sobre la llum i la gravitació, va tenir més èxit que qualsevol altra perquè el seu autor va requerir cinc anys de treball per entendre-la per poder-la explicar als altres. Malgrat les seues simplificacions i distorsions, aquest relat il·lustrat de l'òptica i la gravetat esdevingué una de les principals fonts de familiarització dels francesos amb les innovacions de Newton.

## Història editorial
Aquest treball va ser escrit en col·laboració amb la seua companya, Émilie du Châtelet, matemàtica i física, i traductora dels Philosophiae Naturalis Principia Mathematica de Newton. Escrita en llatí i amb àlgebra, l'obra de Newton era molt inaccessible. Voltaire mai no hauria aconseguit dominar-la sense l'ajuda de la seua companya, a qui reconeix el deute: «Minerva va dictar, i jo vaig escriure.» Tanmateix, aquesta publicació marca, amb les Cartes filosòfiques del 1733, un punt d'inflexió en el seu recorregut intel·lectual, que evoluciona per anar més enllà de la creació poètica i teatral i s'estén a la ciència i la filosofia.
L'estada de Voltaire a Anglaterra, entre el 1726 i el 1729, li donà l'oportunitat de descobrir, entre altres coses, la física newtoniana. El primer rastre d'aquest contacte apareix en tres de les seues Cartes filosòfiques, publicades cinc anys abans dels Elements. Hi preservà l'equilibri entre l'empirisme newtonià i el racionalisme cartesià, però la mateixa existència de sistemes científics competidors ja suggeria l'absurditat del dogma.
Del 1736 al 1741, Voltaire es dedica, amb la seua parella, Émilie du Châtelet, a fer exercicis de química al foc al laboratori que instal·là al seu castell de Cirey, i hi va realitzar experiments òptics, en una cambra fosca, amb instruments enviats per l'abat Moussinot. Voltaire amb prou feines s'interessava per la física, però la pràctica d'aquesta disciplina científica li va permetre útilment alliberar-se de la tirania de la metafísica i substituir el racionalisme cartesià per l'empirisme newtonià. En torpedinar les explicacions religioses del món, les teories i experiments de Newton proporcionaren a Voltaire armes ideològiques per reptar els poders públics i religiosos.

## Rebuda
L'obra de Voltaire despertà immediatament una sèrie de respostes i crítiques, des de pamflets, com La Voltairomania de l'abbé Desfontaines, mofant-se, entre altres coses, de la metamorfosi del poeta en filòsof, publicant notes d'escolar, fins al contra assaig de 400 pàgines del físic cartesià Jean Banières, que acabava de publicar, l'any anterior, un tractat en què exposava la seua teoria de la llum.